# Autorock
Autorock är ett svenskt band från Skellefteå som bildades år 2000 av tre medlemmar från det numera nedlagda bandet Hardy Nilsson och en från Tic-Tox. Sommaren 2002 släpptes debutsingeln "Vi ska dö som dom vi är" som producerades av Pär Wiksten från The Wannadies.

## Medlemmar
- Jan Petterson – sång, gitarr
- Niclas Marklund – basgitarr, gitarr
- Kalle Kåks – gitarr, basgitarr
- Patrik Sundqvist – trummor

## Diskografi
Studioalbum
- 2002 – Plan B

Singlar
- 2001 – "Vi ska dö som dom vi är"